# Distrito de Kaabong
El distrito de Kaabong es uno de los 111 distritos en los que se subdivide Uganda, su localización es al norte del país africano. Kaabong fue creado el 1 de julio de 2005. Tiene una población de 379.775 personas, según el censo de 2002. 
La ciudad capital de este distrito es la ciudad de Kaabong.
- Datos: Q1229881
- Multimedia: Kaabong District / Q1229881